# صافيتو لوبيز
صافيتو لوبيز - فافي زونغو (بالفرنسية: Safiatou Lopez)‏ هي سيدة أعمال وناشطة سياسية من بوركينا فاسو. وُلدت في 8 يناير عام 1976 في واغادوغو.

## السيرة الذاتية
وُلدت صافيتو زونغو في 8 يناير 1976 في واغادوغو، وهي ابنة محمد محمدي زونغو وميناتا أويدروغو. اهتمت في بادئ الأمر بالاقتصاد والأعمال، ولكنها في الواقع قامت بعد أن عملت في عدد من الشركات بإنشاء عملها الخاص تحت مسمى الشركة الأفريقية للتشييد في مارس 2004 ، وأصبحت رئيسًا تنفيذيًا لها، على الرغم من وجودها في بلد نادراً ما يكون رجال الأعمال من النساء فيه. تخصصت شركتها في البناء والهندسة المدنية والأشغال العامة.
عندما حاول الرئيس بليز كومباوري، والذي كان في السلطة منذ أكثر من 25 عامًا، تعديل القانون الدستوري الذي حدد فترات الرئاسة في عام 2014، اشتعلت المعارضة في البلاد. وبشكل لا يثير الدهشة، انضمت صافيتو إلى الحركة التي تقود المعارضة وساعدت في الحملة؛ وشاركت على وجه الخصوص في رابطة تعزيز الديمقراطية ومشاركة المواطنين، والتي أصبحت رئيسًا لها، وكانت مؤثرة للغاية في انتفاضة بوركينا فاسو عام 2014. وبعد 2014، واصلت نشاطها من خلال المشاركة في تنسيق منظمات المجتمع المدني وأصبحت نائبة المتحدث الرسمي المسؤول عن صياغة ميثاق السلطة الانتقالية. ومنذ بداية عام 2015، بدأت تشعر بالقلق بشأن موقع فوج الأمن الرئاسي داخل القوات المسلحة البوركيني، وحاربت ضد الانقلاب الفاشل في سبتمبر / أيلول 2015،, حيث لعبت دورًا رئيسيًا في الوقوف ضد هذا الانقلاب. دعمت روش مارك كريستيان كابوري في الانتخابات الرئاسية، وأصبحت كابوري رئيسًا في نوفمبر 2015.
في السنوات التالية، بقيت حريصة على الحفاظ على الحريات العامة. وفي يونيو 2018، لوحظ وجودها بين المتحدثين في الاحتجاج على إجراء انتخابات رئاسية مبكرة. في الساعة 21:30 بتاريخ 29 أغسطس 2018، اعتقلتها إدارة مكافحة الإرهاب التابعة لقوة شرطة بوركينا فاسو بينما كانت في منزلها مع أطفالها لأسباب لا تزال غير مكشوفة. أثار الاعتقال إثارة احتجاجًا عامًا.